# Lynn Roethke
Lynn Joyce Roethke, née le 22 juin 1961 à West Bend, est une judokate américaine.

## Palmarès international en judo
| Championnats du monde      | Championnats du monde | Championnats du monde |
| Année                      | Médaille              | Catégorie             |
| -------------------------- | --------------------- | --------------------- |
| 1987                       | argent                | –61 kg                |
| Jeux panaméricains         |                       |                       |
| Année                      | Médaille              | Catégorie             |
| 1987                       | or                    | –61 kg                |
| 1991                       | argent                | –61 kg                |
| Championnats panaméricains |                       |                       |
| Année                      | Médaille              | Catégorie             |
| 1990                       | bronze                | –61 kg                |

## Palmarès international en sambo
| Jeux panaméricains | Jeux panaméricains | Jeux panaméricains |
| Année              | Médaille           | Catégorie          |
| ------------------ | ------------------ | ------------------ |
| 1983               | or                 | –60 kg             |